# Монастырище (Черкасская область)
Монастыри́ще (укр. Монастирище) — город в Черкасской области Украины. Входит в Уманский район; до 2020 года был административным центром упразднённого Монастырищенского района.

## История
На территории города обнаружены орудия труда эпохи поздней бронзы.
Впервые упоминается в летописях второй половины XVI века, как укреплённое местечко Брацлавского воеводства, которое в то время находилось под властью Речи Посполитой.
Существует легенда, что название Монастырище возникло из слов монастырь на пепелище. По преданию, в этой местности было несколько монастырей один из которых был каменным, а другие из дерева. В XVI веке во время пожара все помещения были уничтожены кроме каменного, который имел чёрный, обугленный вид. Отсюда название: монастырь на пепелище, которая трансформировалась в Монастырище.
Во время восстания Хмельницкого в 1651 году отряды повстанцев под командованием Ивана Богуна разбили в районе Монастырище польское войско Стефана Чарнецкого.
В 1664 году Монастырище было разорено польскими карательными войсками. По Андрусовскому миру 1667 года местечко снова отошло к Польше.

### 1795—1917
После присоединения Правобережной Украине к России в конце XVIII века Монастырище в 1797 году вошло в Липовецкий уезд Киевской губернии. Оно значилось местечком в ревизских сказках 1795 года и официально утверждено в 1811 году.
В 1896 году здесь насчитывалось около 7,5 тыс. жителей, винокуренный, пивоваренный и кирпичный заводы, четыре церкви, костел, синагога и еврейская молитвенная школа. Население преимущественно занималось земледелием, садоводством и пчеловодством.

### 1918—1991
В январе 1920 года в Монастырище восстановлена Советская власть. В этом году открыты две школы.
С января 1923 года Монастырище стало районным центром Уманского округа. Тогда здесь действовало 8 мелких промышленных предприятий (крупорушки, мельницы, маслобойня, бондарня), на которых работало несколько десятков рабочих. С 1926 года в селе работала кинопередвижка и библиотека.
В конце 1929 года, во время коллективизации, в селе организовано три общества по совместной обработке земли. На их основе в мае следующего года создана сельскохозяйственная артель «Новая жизнь».
В 1930-х годах создано несколько артелей промысловой кооперации: «Ковальстельмах», им. 5 декабря, им. 21 годовщины Октября, «Коллективный труд» и другие В 1931 году была создана Монастырищенская МТС.
В ходе Великой Отечественной войны 23 июля 1941 Монастырище было оккупировано наступавшими немецкими войсками, 10 марта 1944 года — освобождено частями 42-й гвардейской стрелковой дивизии РККА. Началось восстановление хозяйства.
В 1944 году восстановлены и отремонтированы школы, больница, большинство учреждений, МТС, железнодорожная станция.
В 1953 году в селе Монастырище действовали сахарный завод, спиртовой завод, средняя школа, две библиотеки, кинотеатр и одна из трёх МТС района.
В январе 1954 года Монастырище вошло в состав новообразованной Черкасской области. В 1957 году ему присвоен статус посёлка городского типа.
В 1974 году в пгт. Монастырище действовали машиностроительный завод, асфальтовый завод, обозостроительный завод, кирпичный завод, мельничный комбинат и историко-краеведческий музей.
В 1985 году Монастырище стало городом районного подчинения.
В январе 1989 года численность населения составляла 16 359 человек, здесь действовали машиностроительный завод и предприятия пищевой промышленности, а также производили строительные материалы.

### После 1995

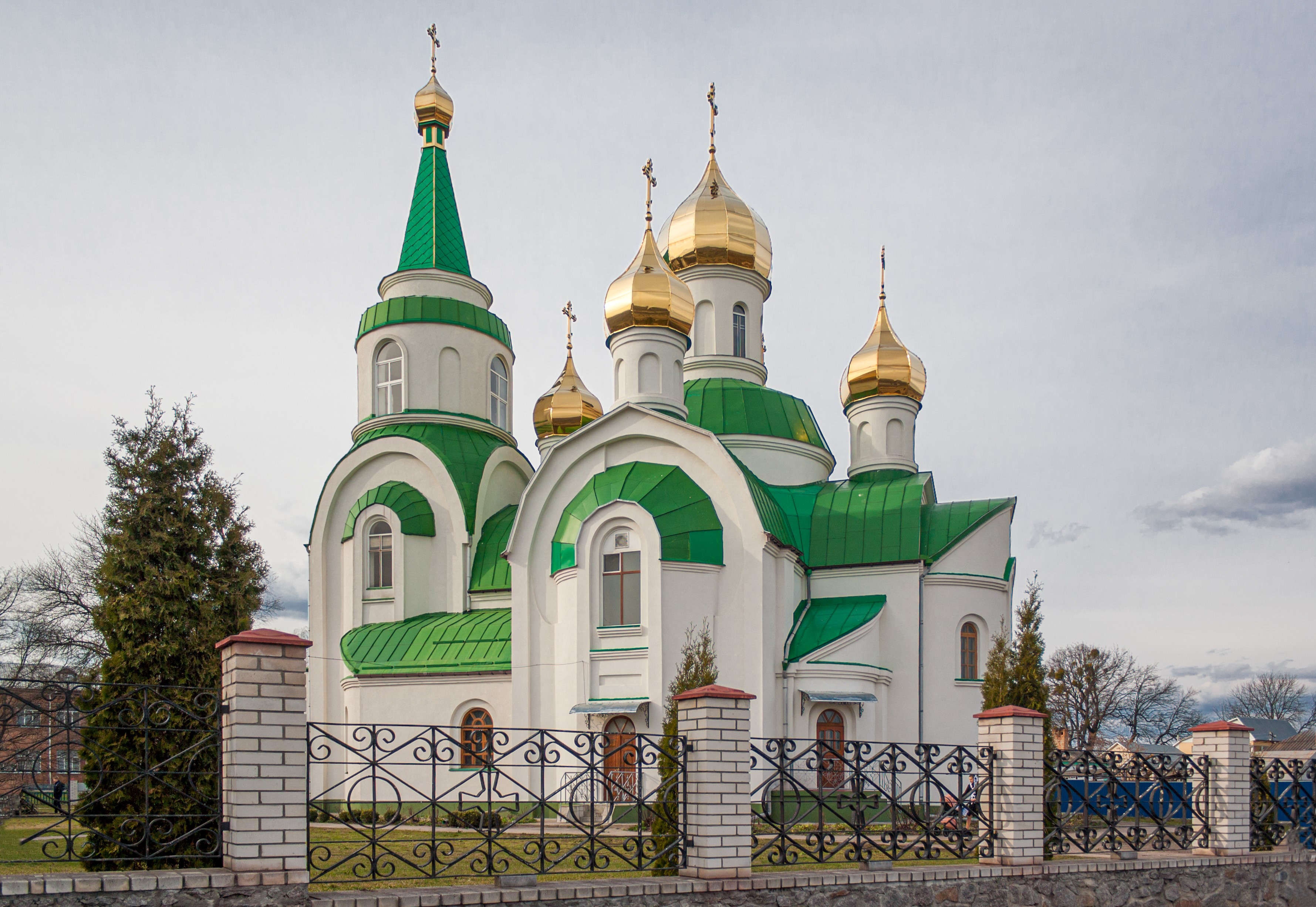
Церковь Рождества Пресвятой Богородицы

В марте 1995 года Верховная Рада Украины внесла находившийся здесь совхоз (специализировавшийся на выращивании лекарственных растений) в перечень предприятий, приватизация которых запрещена в связи с их общегосударственным значением.
В мае 1995 года Кабинет министров Украины утвердил решение о приватизации находившихся в городе АТП-17140, райсельхозтехники, райсельхозхимии и предприятия по производству комбикорма. В октябре 1995 года было утверждено решение о приватизации фармацевтического завода.

## Население
На 1 января 2013 года численность населения составляла 9040 человек.

### Языковой состав
Родной язык населения по данным переписи 2001 года:
| Язык       | Численность, чел. | Доля     |
| ---------- | ----------------- | -------- |
| Украинский | 9 128             | 97,46 %  |
| Русский    | 199               | 2,12 %   |
| Другие     | 39                | 0,42 %   |
| Итого      | 9 366             | 100,00 % |

## Транспорт
- промежуточная железнодорожная станция Монастырище[3][9][10] на линии Христиновка — Казатин[8] Одесской железной дороги

## Спорт
Футбольный клуб «Авангард» (Монастырище) выступает в чемпионате и кубке Черкасской области по футболу. Одноимённая мини-футбольная команда в начале 1990-х принимала участие в розыгрыше кубка и чемпионата Украины по мини-футболу.